# Hyperphyscia pandani
Hyperphyscia pandani är en lavart som först beskrevs av Hugo Magnusson., och fick sitt nu gällande namn av Moberg. Hyperphyscia pandani ingår i släktet Hyperphyscia och familjen Physciaceae.   Inga underarter finns listade i Catalogue of Life.